# Les Disparues de Valan
Pour plus de détails, voir Fiche technique et Distribution.
Les Disparues de Valan (Valan - Az angyalok völgye) est un film de Noël hongrois réalisé par Béla Bagota, sorti en 2019.

## Synopsis
Inspecteur hargneux et efficace, Péter dédie sa vie à sa carrière. Il investigue sur la traite d'êtres humains à Brașov, au sein d'une brigade spécialisée dans les disparitions.
Alors qu'il vient de démanteler un réseau sordide, Péter est rappelé à Valan, sa ville natale. Dans les montagnes transylvaniennes environnantes, un corps a été découvert : celui d'une jeune fille pendue voilà des années. Ce cadavre a-t-il un lien avec sa sœur Juli, volatilisée lorsqu'ils étaient enfants ? Pourquoi des disparitions surviennent-elles chaque année en période de Noël ?
Confronté à la méfiance des habitants et à l'hostilité des autorités locales, Péter se retrouve seul sur une affaire qui le dépasse.

## Fiche technique
Sauf indication contraire, les informations mentionnées dans cette section peuvent être confirmées par la base de données cinématographiques IMDb,  présente dans la section « Liens externes ».
- Titre : Les Disparues de Valan
- Titre original : Valan - Az angyalok völgye
- Titre anglophone : Valan: Valley of Angels
- Réalisation : Béla Bagota
- Scénario : Béla Bagota
- Musique : Albert Márkos
- Photographie : Dániel Garas
- Scénographie : Csaba Damokos
- Montage : Károly Szalai
- Costume : Judit Sinkovics
- Maquillage : Ernella Hortobágyi et Mónika Tóth
- Ingénieur du son : Gábor Balázs
- Société de production : Mozinet
- Producteur : László  Kántor
- Société de distribution française : Condor Entertainment
- Pays :  Hongrie
- Langues : hongrois, roumain
- Genre : policier, thriller, drame
- Format : Couleur, Cinémascope
- Durée : 97 minutes
- Dates de sortie : 
  -  Hongrie : 21 novembre 2019
  -  Roumanie : 28 novembre 2019
  -  France : 26 janvier 2022 en support physique et VOD

## Distribution
Sauf indication contraire, les informations mentionnées dans cette section peuvent être confirmées par la base de données cinématographiques IMDb,  présente dans la section « Liens externes ».
- Csaba Krisztik (VF : Damien Boisseau) : Péter
  - Zoltán Cservák : Péter enfant
- András Hatházi (VF : Antoine Tomé) : János
- Oszkár Meszesi (VF : Guillaume Bourboulon) : Milán
- Gábor Tollas (VF : Jean-Luc Atlan) : Dragos
- Júlia Nyakó (VF : Denise Metmer) : Kati
- László Mátray (VF : Igor Chometowski) : Miklós
- Emõke Pál (VF : Laurence Dourlens) : Lilla
- Zsolt Fekete-Lovas (VF : Jean-Philippe Pertuit) : Vlad
  - Marthi Alpár : Vlad enfant
- Tauber Boglárka : Juli
- Csaba Ciugulitu (VF : Guillaume Desmarchelier) : Bogdan
- Rácz Endre (VF : Paolo Domingo) : Norbi
- Zsuzsa Gajzágó : Goianné
- Dorka Gáspárfalvi : Hajnalka
- Carmen Manac : Oana
- Ferenc Szélyes : le père Imre
- Tamás Wágner (VF : Christophe Alunno) : Florin
- Gábor Erdei (VF : Bruno Magne) : le médecin légiste
- Annamária Albu : la chanteuse de karaoké

 Source et légende : version française (VF) sur RS Doublage / Société de doublage : Eclair

## Récompenses et nominations

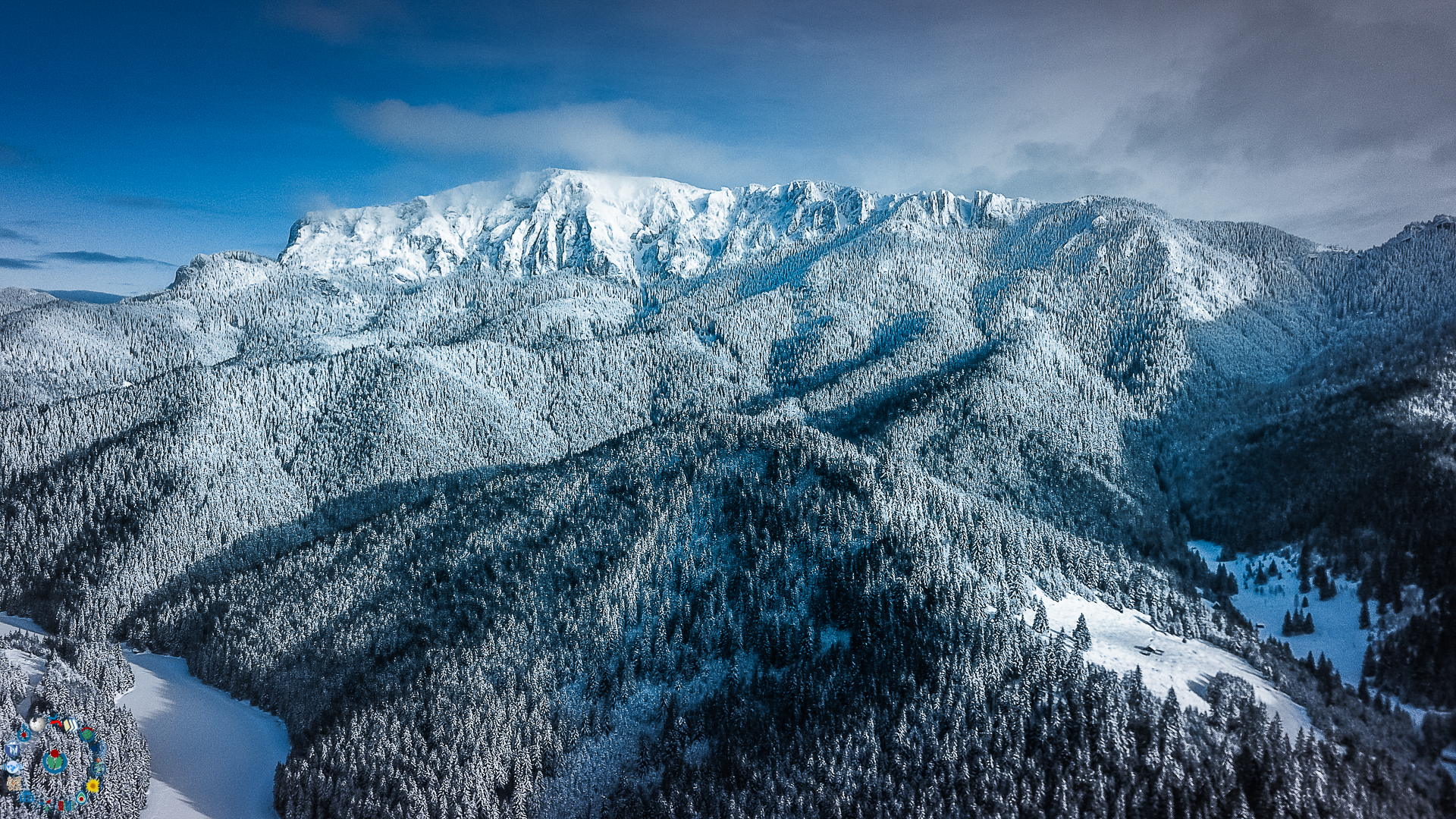
Bălan et ses environs ont inspiré le réalisateur-scénariste Béla Bagota pour la ville fictive de Valan.

- 2019 : Festival international du film de Varsovie (nomination)
- 2019 : Alexandre Trauner ART/FILM Festival (Meilleur design visuel - deuxième prix  Csaba Damokos)
- 2020 : Prix de la critique hongroise (Meilleur réalisateur : Béla Bagota)
- 2020 : Prix hongrois du cinéma (Meilleur directeur de la photographie : Dániel Garas ; nominations : Meilleur long métrage, Meilleur réalisateur, Meilleur scénariste, Meilleur acteur pour Csaba Krisztik, Meilleur montage pour Károly Szalai, Meilleur scénographie ou concepteur visuel pour Csaba Damokos, Meilleur costume pour Judit Sinkovics, Meilleur maquillage pour Ernella Hortobágyi et Mónika Tóth, Meilleur compositeur pour Albert Márkos, Meilleur ingénieur du son pour Balázs Gábor)
- 2020 : Fantasporto - Semaine du réalisateur (Meilleur réalisateur et meilleur scénario : Béla Bagota)
- 2020 : Festival international du film d'Aubagne (nomination)
- 2020 : Festival international du film de Lagów (nomination)
- 2020 : Festival international du film de Vilmos Zsigmond (nomination)
- 2020 : Festival international du film de Palics (nomination)
- 2020 : Festival international du film de Parme (Meilleur scénario : Béla Bagota)